# Ministère de la Forêt, des Pêches et de l'Environnement (Afrique du Sud)
Le ministère des Forêts, des Pêches et de l'Environnement est l'un des départements du gouvernement sud-africain. Il est en charge de la protection, de la conservation et de l’amélioration de l’environnement et des ressources naturelles de l’Afrique du Sud. 
Il est créé en 2019 par la fusion du ministère des Affaires environnementales avec les composantes foresterie et pêche du ministère de l'Agriculture, des Forêts et de la Pêche.

## Succursales
Le ministère des Forêts, des Pêches et de l'Environnement comprend plusieurs succursales que sont :
- Qualité de l'air et changement climatique
- Biodiversité et conservation
- Gestion des produits chimiques et des déchets
- Services de conseil environnemental
- Programmes environnementaux
- Inspection des autorisations légales et de la conformité
- Océans et côtes
- Bureau du chef de l'exploitation

## Note et références